# Hanna Victorson
Hanna Victorson, född Jeppsson 13 oktober 1926 i Karlshamn, död där 29 juni 2013, var en svensk arkitekt. Hon ingick 1950 äktenskap med Roy Victorson.
Victorson, som är dotter till sparbankskamrer Ivar Jeppsson och Nelly Ohlsson, utexaminerades från Kungliga Tekniska högskolan 1952. Hon var anställd hos trädgårdsarkitekt Eric Anjou i Stockholm 1952, hos arkitekt Karl W. Ottesen 1953–1955, hos professor Paul Hedqvist 1956–1961 och delägare i Arkitektgruppen i Karlshamn AB från 1961. Även verksam i Ankarcrona-Glock-Victorson Arkitekter och Ingenjörer Karlshamn, Stockholm, Rom. Anställd hos K-konsult, Karlshamn. Victorson har bland annat ritat ett vårdcentrum med Ågårdens sjukhem på 1960-talet. I Karlshamn ritade hon bland annat Väggabadet, torgpaviljongen och Flaggenhuset.